# P.A.O.K.
P.A.O.K. (græsk Πανθεσσαλονίκειος Αθλητικός Όμιλος Κωνσταντινοπολιτών (Panthessalonikios Athlitikos Omilos Konstantinoupoliton) (dansk: Thessalonikis Idrætsklub for konstantinopolitanere)) er en idrætsklub i Thessaloniki, Grækenland. Klubben er grundlagt i 1926 og rummer i dag en række forskellige sportsgrene, herunder basketball, boksning, volleyball, vandpolo, svømning og vægtløftning. P.A.O.K. har især gjort sig gældende indenfor fodbold, hvor den har spillet i den græske ligas  øverste række uafbrudt siden ligaens oprettelse i 1959.

## Historie
P.A.O.K. har sine rødder i Konstantinopel, hvor medlemmer af byens store græske befolkningsgruppe oprettede idrætsklubben Hermes. Efter den Græsk-tyrkiske krig (1919-1922) blev store befolkningsgrupper udvekslet mellem de to lande; 1,5 mio grækere blev udvist fra Tyrkiet, og mange af dem kom til Thessaloniki, herunder folk som havde været aktive i Hermes. For at markere tilknytningen til Konstantinopel dannede de en idrætsforening, hvor byen indgik i navnet. 

## Anlæg
P.A.O.K. råder over egne idrætsanlæg. Fodboldstadionet Toumba (græsk: Στάδιο Τούμπας) , der ligger i bydelen af samme navn, 2 km fra byens centrum, har ca. 28.000 pladser.  P.A.O.K. Sports Arena (græsk: στό γήπεδο ΠΑΟΚ) i forstaden Pylaia, 7 km fra centrum, rummer 8.500 pladser og bruges fortrinsvis til basketball, volleyball og håndbold.

## Idrætsgrene
P.A.O.K. rummer udover fodbold afdelinger for en række andre idrætsgrene, hvoraf de vigtigste er basketball, boksning, brydning, volleyball, vandpolo, svømning og vægtløftning.
Fodbold
PAOK har ligget i top-5 i græsk fodbold næsten hvert år siden oprettelsen. Senest vandt de pokalturneringen i 2017.
Basketball
P.A.O.K.'s basketball omfatter bårde mænd og kvinder. Mændenes hold har vundet det græske mesterskab to gange (1959 og 1992) og den græske pokalturnering tre gange (1984, 1995 og 1999).
Volleyball
PAOK blev græsk mester i 2015, 2016 og 2017.